# Anthony Davidson
Anthony Denis Davidson (Hemel Hempstead, 18 april 1979) is een Brits Formule 1-coureur, die in 2007 reed voor het team van Super Aguri.
Na zijn begin in de karting, reed hij in de Formule Zetec en behaalde 2 titels (in 1999 en 2000).
In 2001 werd hij testrijder bij BAR en reed zijn eerste 2 GP's bij Minardi ter vervanging van Alex Yoong.
In 2005 verving hij Takuma Sato, maar na enkele ronden moest hij opgeven.
In 2007 werd hij gecontracteerd door Super Aguri als 2e rijder.
In 2008 werd hij testpiloot van Honda om in 2009 testpiloot van Brawn GP te worden.
In 2014 werd Davidson kampioen in het FIA World Endurance Championship samen met Sebastien Buemi voor Toyota.

## Formule 1-carrière
| Jaar/Jaren    | Team                |
| ------------- | ------------------- |
| 2002          | Minardi             |
| 2005          | BAR                 |
| 2007 t/m 2008 | Super Aguri         |
| 2008          | Honda testrijder    |
| 2009          | Brawn GP testrijder |

|                       | 2002 | 2005 | 2007 | 2008 | Totaal |
| --------------------- | ---- | ---- | ---- | ---- | ------ |
| Aantal races          | 2    | 1    | 17   | 4    | 24     |
| Aantal zeges          |      |      |      |      | 0      |
| Aantal pole-positions |      |      |      |      | 0      |
| Aantal snelste ronden |      |      |      |      | 0      |
| Aantal podiumplaatsen |      |      |      |      | 0      |
| Aantal WK-punten      | 0    | 0    | 0    | 0    | 0      |
| Eindstand WK          | 23   | 27   | 23   | 22   |        |

(Bijgewerkt t/m 21 maart 2008)